# Fort Radíkov
Fort Radíkov (nebo také Pevnost Radíkov či Fort II Radíkov) je samostatným zachovalým fortem v Olomouci, který patří do širšího opevnění Pevnosti Olomouc. Konstrukcí unikátní dělostřelecká pevnost bez reduitu je kulturní památkou České republiky.

## Historie
Fort byl zbudován jako součást festu Svatý Kopeček, opevnění v okolí Svatého Kopečku na východ od Olomouce. Konstrukce fortu probíhala v letech 1871–1876. Stavba byla vyprojektována a realizována dle návrhu projektanta kapitána Karla rytíře von Peche, jenž byl zaměstnán jako projektant Říšského ministerstva války ve Vídni. Pevnost byla postavena z lomového kamene a fortifikačních cihel, byla projektována pro 800 vojáků a měla sloužit k posílení obrany tehdy hraničního města Olomouce. Dne 5.8.1872 stavbu navštívil na inspekční cestě císař František Josef I.
Budova nebyla nikdy skutečně dokončena, ačkoliv v roce 1876 již byla dostavěna významná část. Ještě v roce 1881 byla dokumentována obytná budova pro osmdesát mužů. Vzhledem ke zlepšení vztahů mezi Rakouskem a Pruskem nebyl fort nikdy využit k bojovým účelům. Dne 9. března 1886 byl pevnostní status města Olomouce rozhodnutím císaře zrušen.
V roce 1894 byl fort prodán do soukromých rukou a započala postupná devastace. Několik let se zde vyráběla pyrotechnika. Po druhé světové válce připadl objekt na základě Benešových dekretů státu a armáda jej využívala jako vojenské sklady. Od začátku šedesátých let v něm byly umístěny velkoobchodní sklady barev, laků a hořlavin. Po sametové revoluci byl zprivatizován a od roku 2006 je ve vlastnictví občanského sdružení Fort Radíkov.

## Popis

### Výstavba
Fort byl vybudován unikátní technikou, měl být součástí tzv. festu Svatý Kopeček, který zahrnoval další tři opevnění (Toveř č. I., Radíkov č. II., Lošov č. III., Droždín č. IV.). Objekt je zapuštěn do terénu Radíkovského kopce, podklad pro jeho zbudování byl vytvořen odstřelováním skalnatého podloží. Samotný objekt se rozprostírá na ploše o výměře cca 6 ha.
Vlastní fort zaujímá nepravidelný šestiúhelníkový půdorys bez reduitu, který lze rozdělit na dvě hlavní části.
- Bojový prostor na obvodovém zemním valu byl obklopen suchým příkopem vylámaným ve skále, jehož obranu zajišťovaly tři kaponiery. S vnitřkem fortu byly spojeny poternami procházejícími obvodovým hlavním zemním valem a čelním dvorem.
- Týlovou část se dvěma jednopodlažními kasárenskými budovami o rozměrech 8×60 a 8×80 m, které jsou od sebe odděleny vnitřním dvorem. Na ochranu proti nepřátelskému ostřelování byly opatřeny odolnou cihlovou valenou klenbou, pokrytou vrstvou prostého betonu a zasypanou silnou vrstvou zeminy. V budově Paradis mělo být ubytováno 216 mužů, Šíjová budova byla určena pro důstojníky a dalších 50 vojáků.[3]

### Vybavení
Konstrukcí jde o jednovalový dělostřelecký fort, který byl vybaven 26 děly na vnějším ochozu a dalšími 10 děly pro vnitřní obranu v kaponierách.

## Současnost
V současnosti je Fort Radíkov spravován a postupně opravován spolkem Fort Radíkov, který zajišťuje také prohlídky a organizuje akce pro veřejnost.

## Galerie

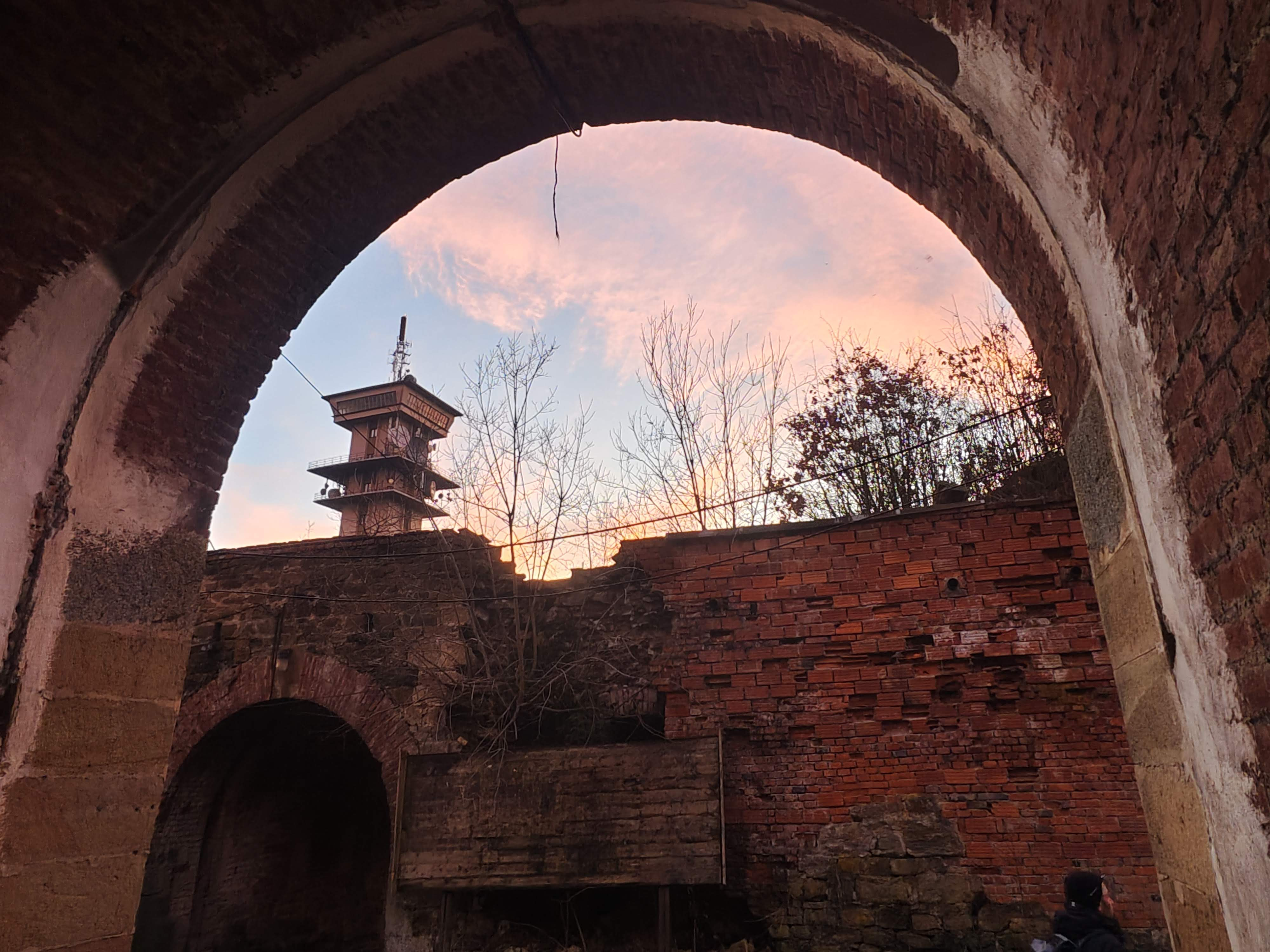
Pohled na vysílací věž
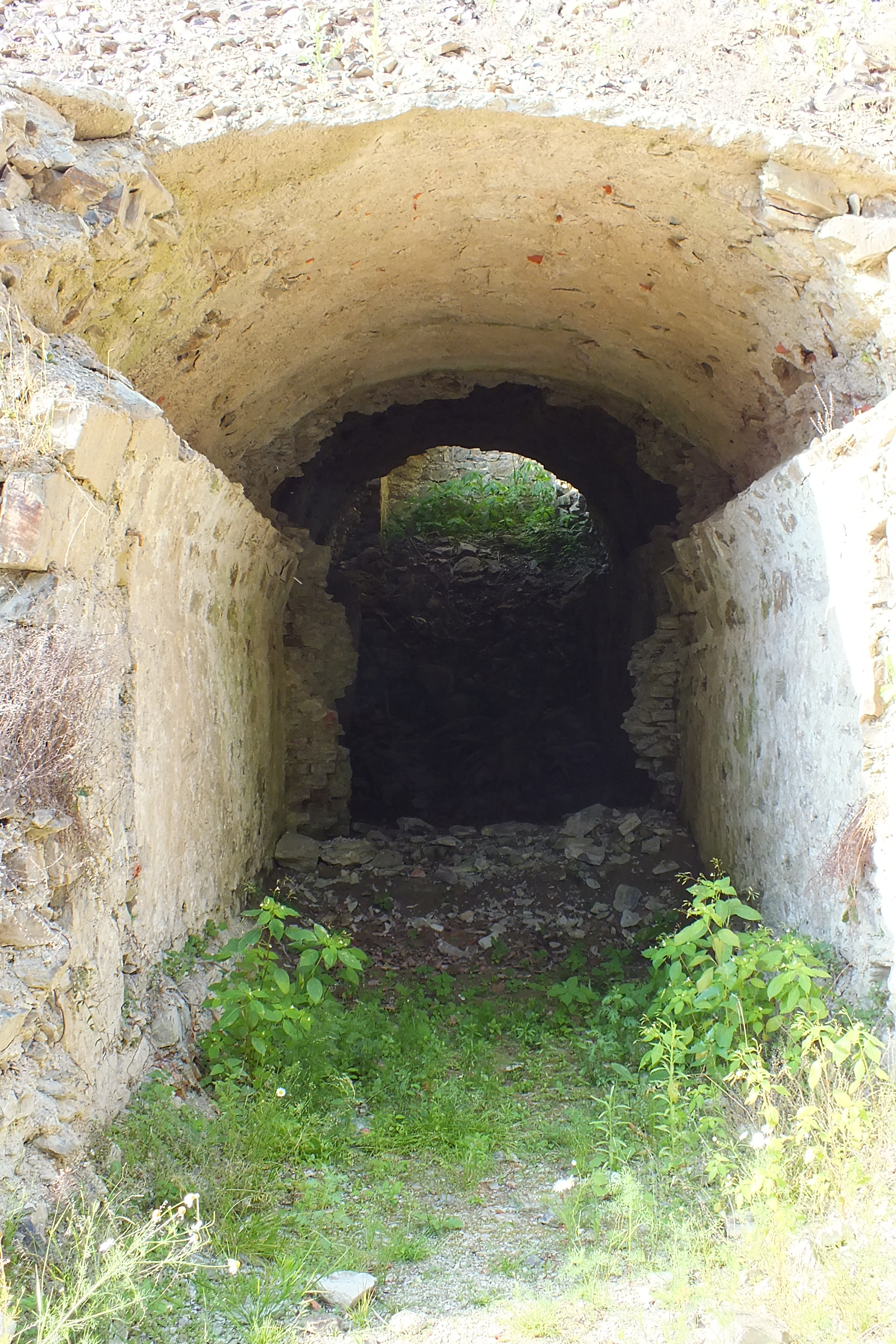
Chodba pevnosti
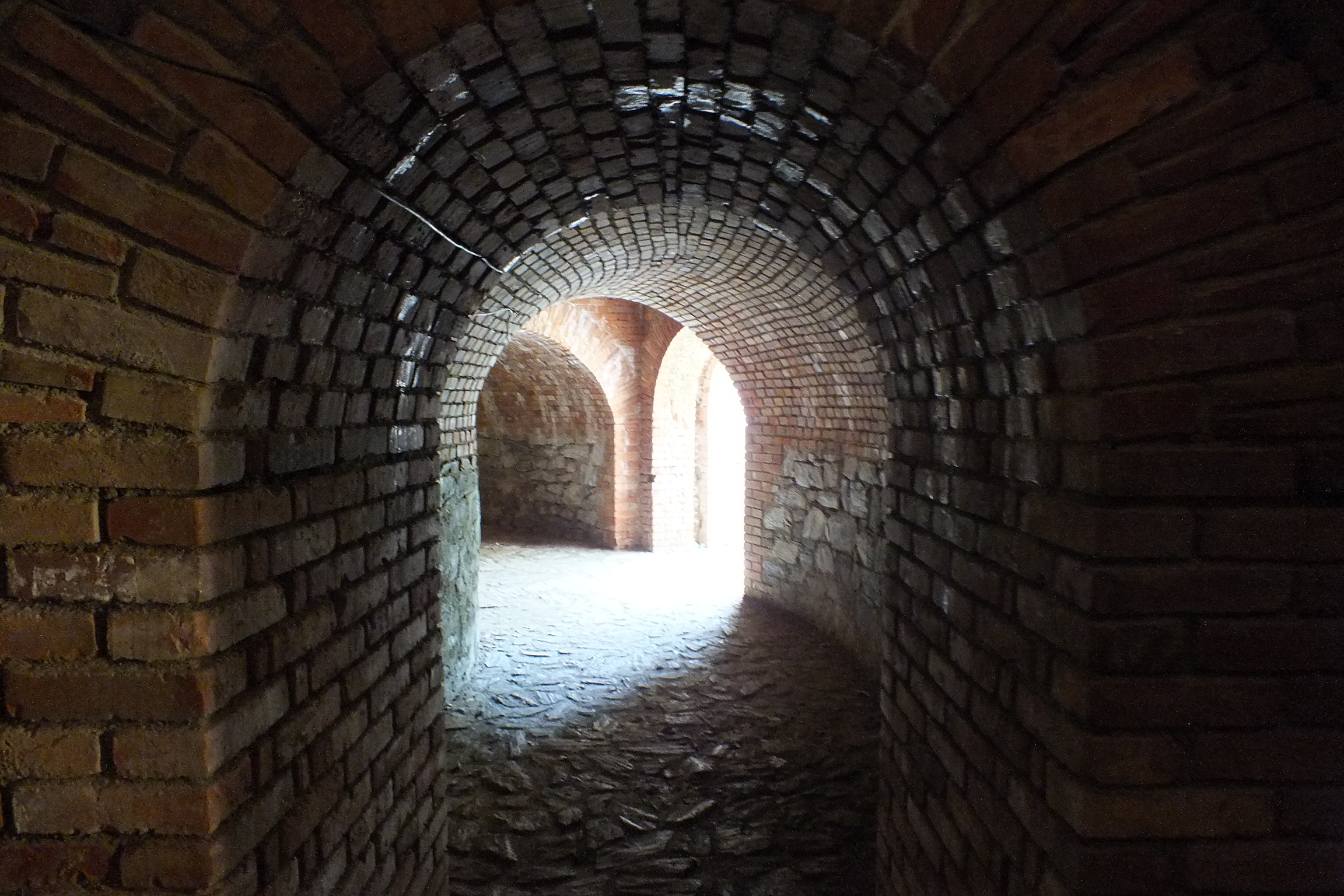
Chodba pevnosti
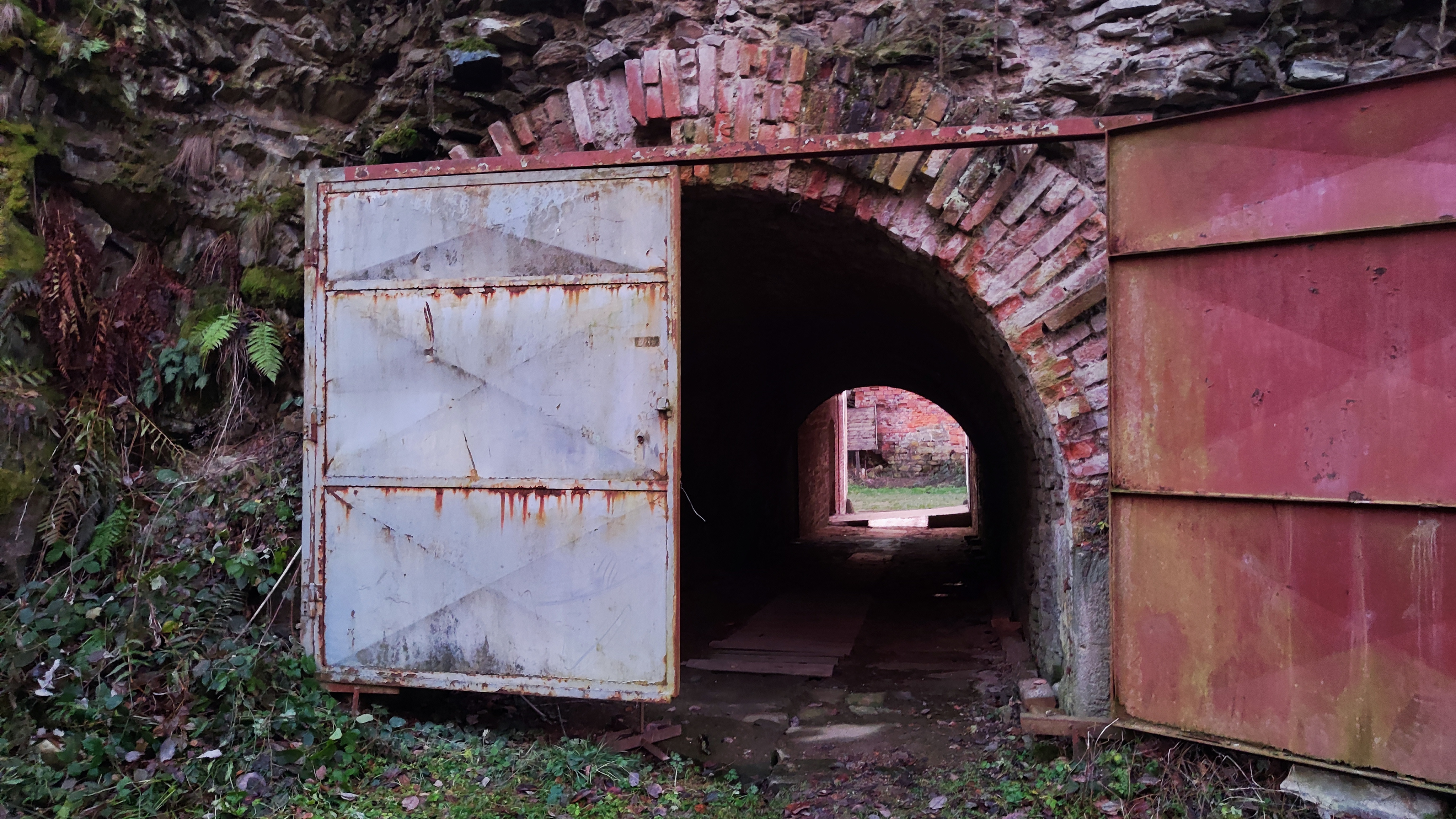
Průchozí vrata
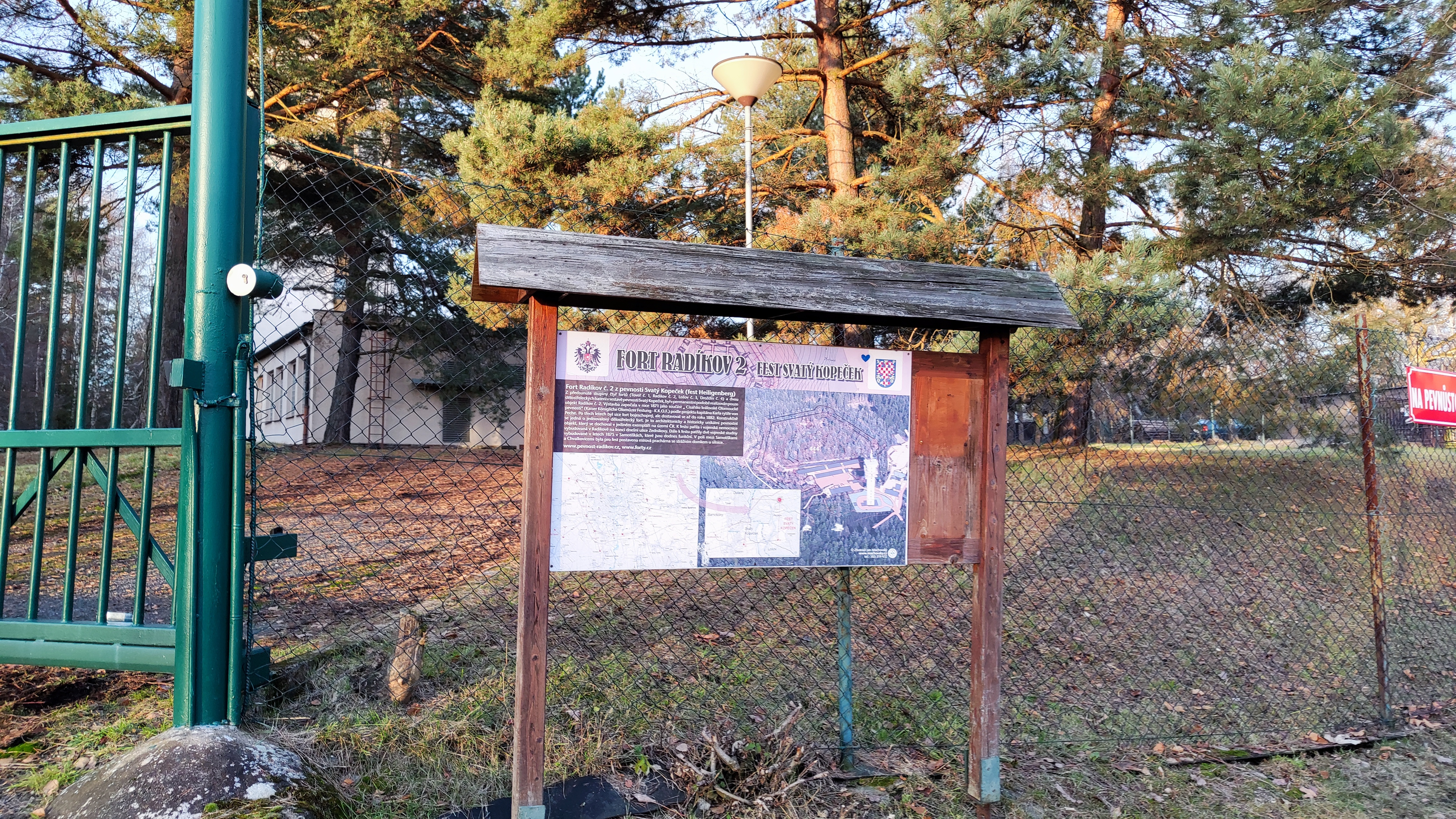
Hlavní vchod do pevnosti
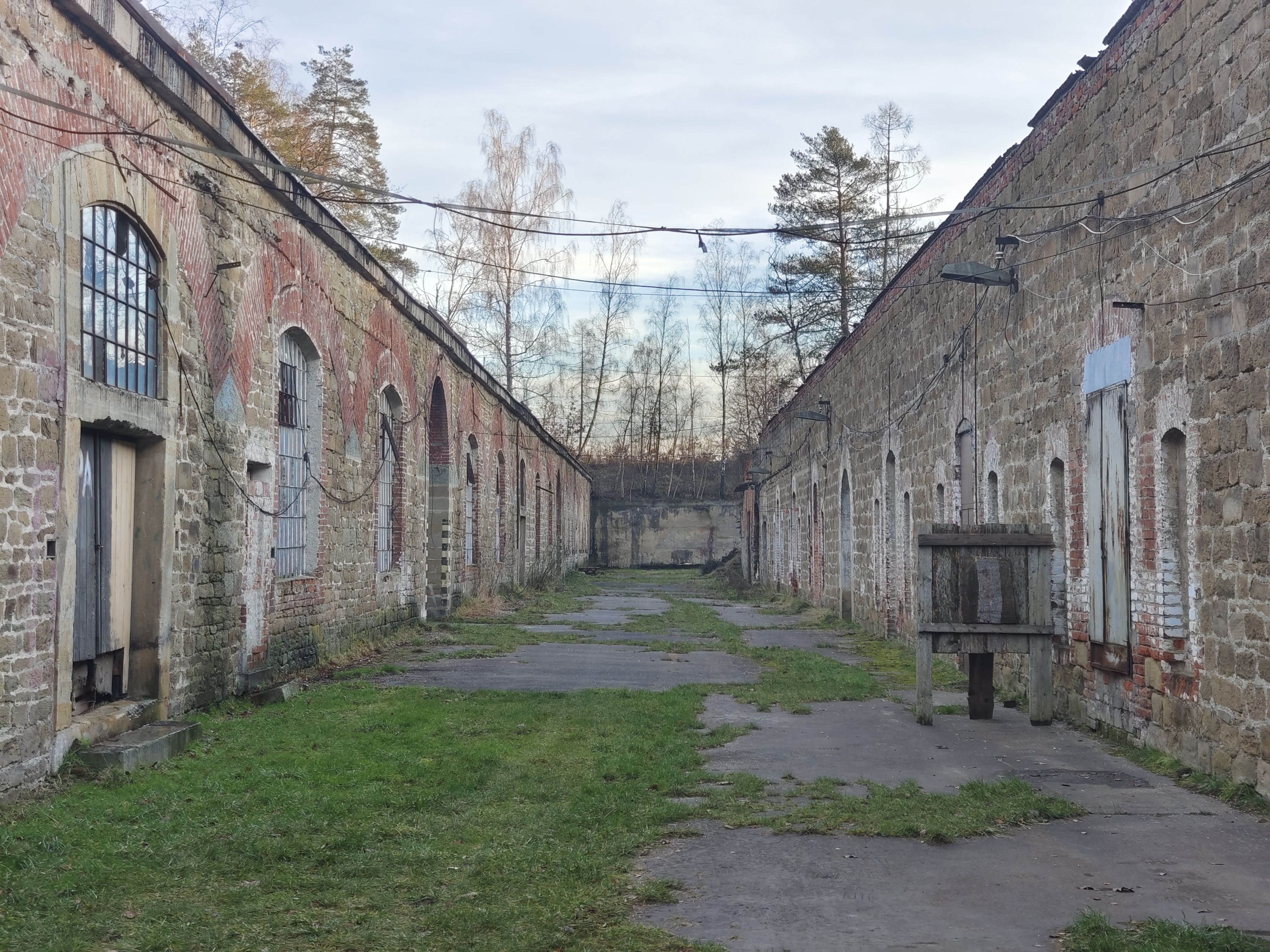
Vstupní část fortu
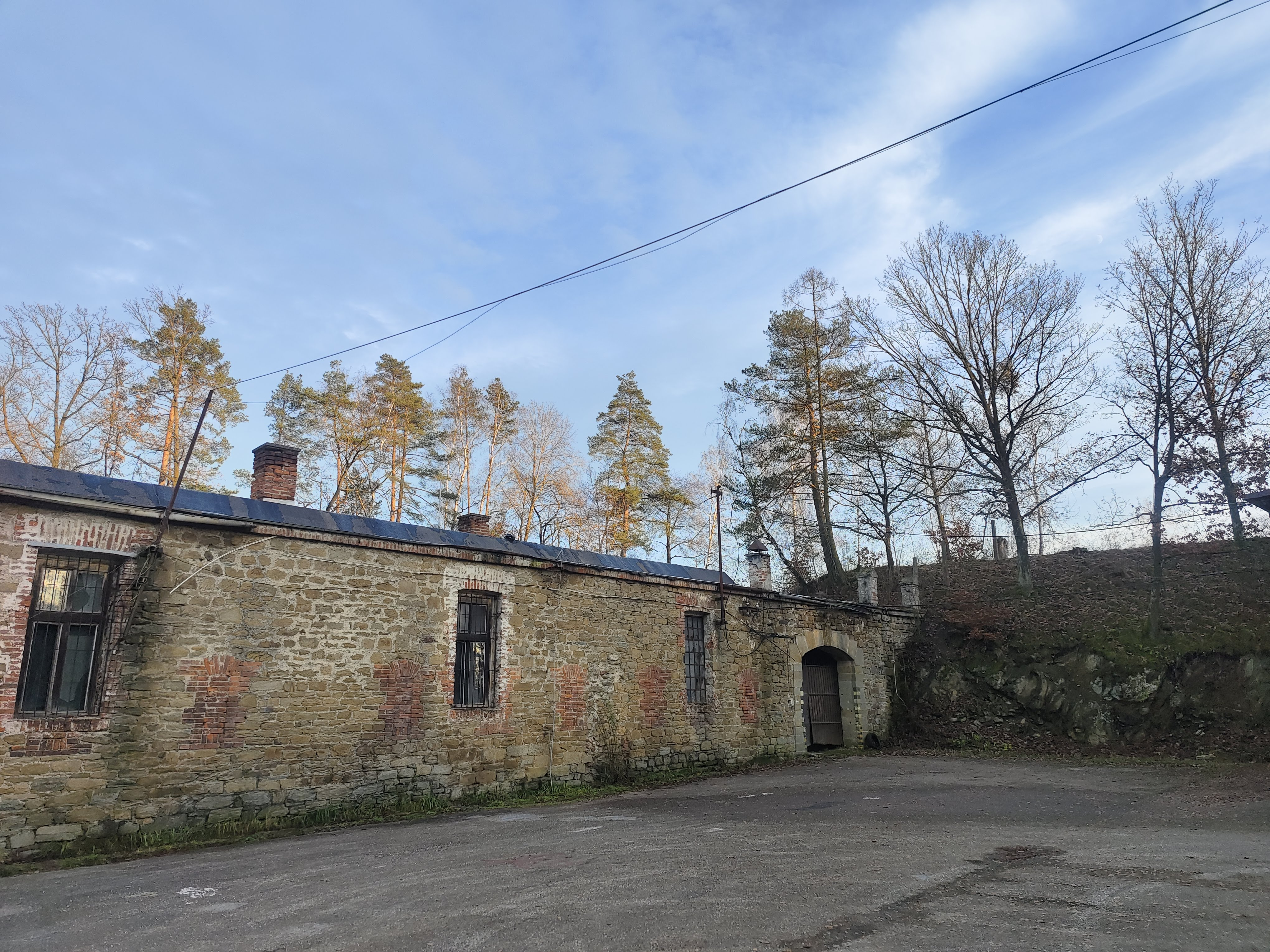
Vstupní část fortu
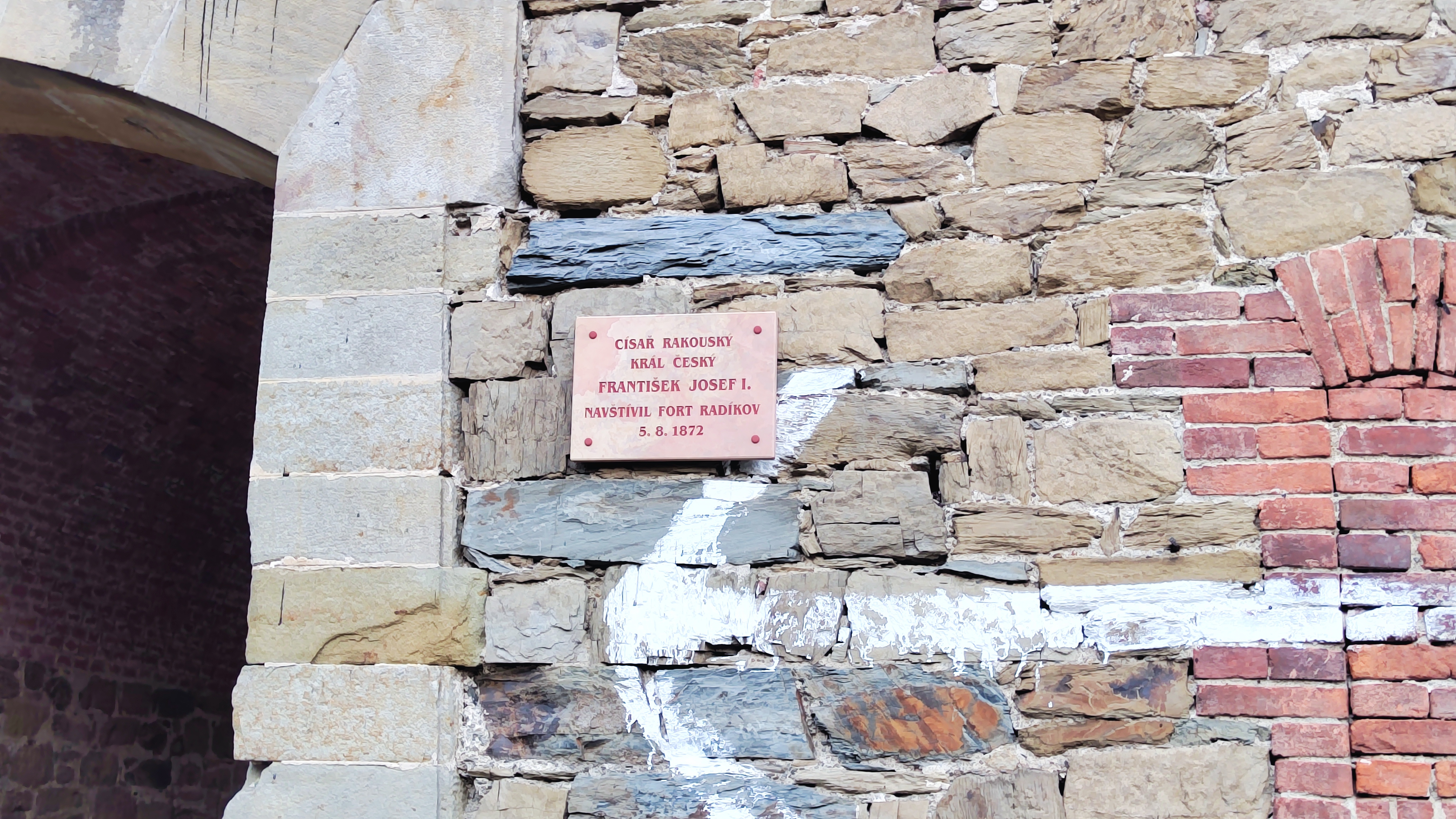
Deska připomínající návštěvu císaře Františka Josefa I.
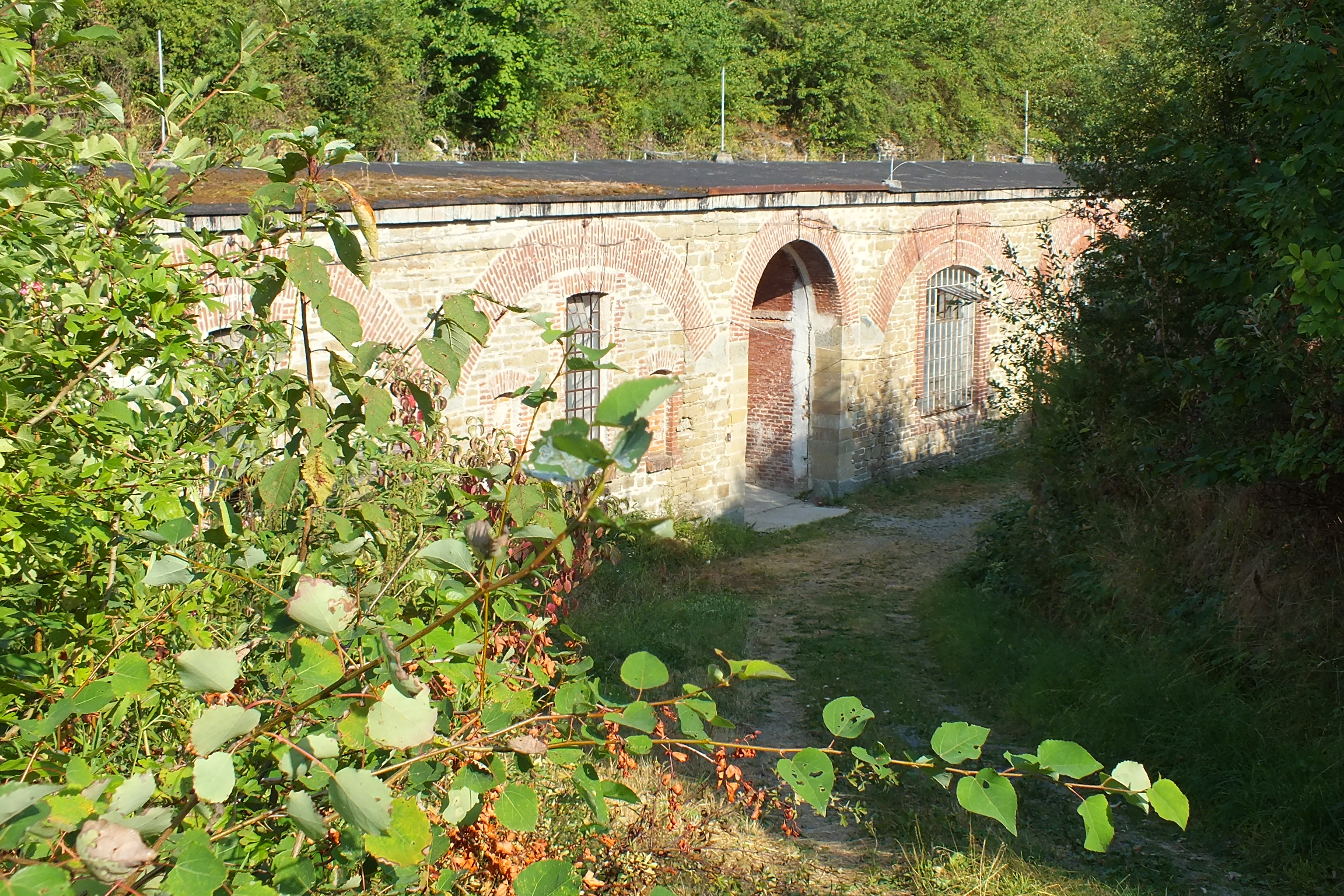
Poterna-pohled z obvodního valu